# Педагогический факультет Восточно-Сараевского университета
Педагогический факультет Восточно-Сараевского университета (серб. Педагошки факултет Универзитета у Источном Сарајеву) — структурное подразделение Восточно-Сараевского университета, одного из двух государственных высших учебных заведений Республики Сербской. Располагается в Биелине.

## История
Факультет педагогического образования (серб. Учитељски факултет) в Биелине был образован решением Народной скупщины Республики Сербии от 21 июля 1993 года на основании статьи 143 Закона «О высшем образовании Республики Сербской». Факультет начал свою работу 29 ноября 1993 года, первый набор студентов дневной формы обучения состоялся в том же году.
В течение 2002—2003 учебного года факультет педагогического образования был преобразован в педагогический факультет (серб. Педагошки факултет). В сентябре 2007 года факультет был интегрирован в новую университетскую систему. Учебный процесс проходит в соответствии с требованиями, установленными Болонским процессом: проводятся экзамены один раз в семестр и коллоквиумы, внедрена Европейская система перевода и накопления баллов (англ. European Credit Transfer and Accumulation System, ECTS).
С февраля 2010 года факультет располагается в новом здании. Факультет включает в себя пространства двух актовых залов, восьми учебных кабинетов, компьютерный класс, библиотеку, читальный и спортивный залы.